# Viktoriánský portrét bez hlavy

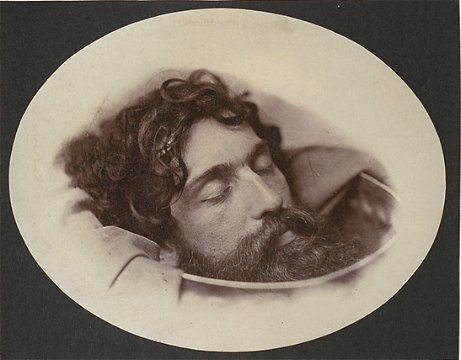
Oscar Gustav Rejlander: Hlava svatého Jana Křtitele na podnosu, kolem roku 1858

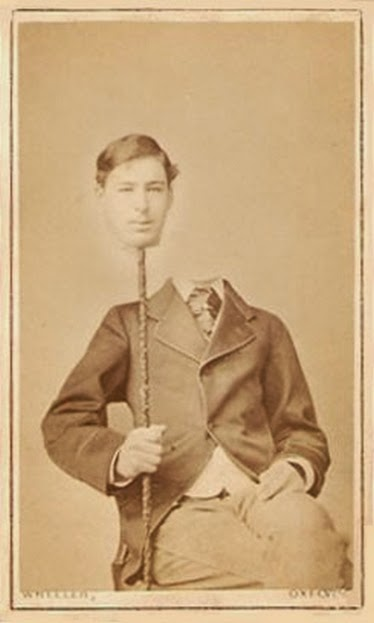
William Henry Wheeler: Bezhlavý portrét, asi 1875

Neznámý autor: Bezhlavý portrét chlapce, 1890–1900, Anglie

Viktoriánský portrét bez hlavy nebo jen portrét bez hlavy je speciální žánr portrétní fotografie, který existoval ve Velké Británii od druhé poloviny 19. až do počátku 20. století. Na těchto fotografiích je hlava člověka oddělena od těla, často ji model sám drží v náručí. Přestože se tomuto žánru říká „bezhlavý portrét“, na fotografii je hlava vždy, ale tělo může chybět.

## Vznik a vývoj žánru
V polovině 19. století přišel britský fotograf švédského původu Oscar Gustav Rejlander s novým trendem – fotografiemi, na nichž je hlava člověka oddělena od těla. Efektu bylo dosaženo kombinací negativů prostřednictvím zdlouhavé práce v laboratoři. Tento typ montáže byl náročný a drahý a ve Velké Británii byl ve druhé polovině 19. století velmi populární.
Jednou z úspěšných Rejlanderových fotografií byla Hlava svatého Jana Křtitele na podnosu, vytvořená ze dvou negativů. Fotografie pochází z období mezi lety 1855 a 1860 (pravděpodobně kolem roku 1858), jedna z jejích variant je nyní ve sbírce George Eastman House. Další významný fotograf, Henry Peach Robinson, popsal Rejlanderovo úsilí nalezení modelu pro Jana Křtitele:
Rejlander viděl tuto hlavu na bedrech jistého gentlemana ve městě... Je zvláštní, že v tu chvíli neviděl ani tak moderního gentlemana, jako vždy, ale přesně ten obraz, který tato hlava předpokládala. Trvalo několik měsíců, než se umělec odvážil požádat model, aby mu svou hlavu propůjčil... a několik let, než dosáhl souhlasu.

Tuto fotografii vytvořil Rejlander jako součást kompozice, kterou nikdy nedokončil. V únoru 1869 královna Viktorie Velké Británie koupila 22 Rejlanderových fotografií, včetně této.
Mnoho fotografů po vzoru Rejlandera vytvářelo podobné obrazy mužů a žen s useknutými hlavami, které si napichovali na kůl, měli je před sebou na podnosu nebo drželi hlavu svýma rukama za vlasy. V druhé ruce často drželi vražednou zbraň. Poptávka po takových fotografiích byla tak vysoká, že mnoho viktoriánských fotografů tento konkrétní druh fotografie otevřeně inzerovalo a účtovalo si za to značné peníze.
Nejstarší dochovanou a záměrně vytvořenou fotografii bez hlavy pořídil v roce 1875 William Henry Wheeler, který vlastnil fotografické studio na High Street v Brightonu v Sussexu.
Nejvýznamnějším a nejplodnějším představitelem tohoto žánru se stal britský fotograf Samuel Kay Balbirnie. Dne 23. května 1878 zveřejnil inzerát v Brighton Daily News:
Fotografie duchů: Dámy a pánové na fotografiích budou létat ve vzduchu spolu se stoly, židlemi a hudebními nástroji!

Bezhlavé fotografie: Dámy a pánové na obrázcích budou držet useknutou hlavu! 

Fotografie trpaslíků a obrů: je to opravdu zábavné!
Meghan MacRae. An Executioner's Photo Album Victorian Headless Portraits
Balbirnie používal ve svých fotografiích Rejlanderovu metodu, založenou na kombinaci několika negativů. Samuel Kay Balbirnie se narodil v Londýně v roce 1855, druhé dítě Samuela Balbirnieho staršího a Mary Ann Stubbsové. V roce 1865, kdy bylo Samovi pouhých pět let, jeho matka zemřela. Jeho otec se znovu oženil v roce 1873, do této doby z něj byl vážený a bohatý muž. V době otevření fotografického studia byl Samuel Kay Balbirnie třiadvacetiletý mladý muž. Ačkoli studoval medicínu, rozhodl se vyzkoušet své schopnosti v oblasti fotografie; od svého otce získal prostředky na vlastní laboratoř. Koupil fotografické studio Roberta Pratchetta na adrese Western Road č. 33 v Brightonu, které bylo na prodej a dříve pořizovalo portréty v tehdy populárním žánru vizitek (carte-de-visite). Balbirneyovo studio, které se specializovalo výhradně na speciální efekty, nemělo komerční úspěch. O dva roky později bylo zavřeno a ze samotného fotografa se stal armádní lékař. Bezhlavé portréty se přesto staly populárním žánrem fotografie a zůstaly v módě až do 10. let 20. století.

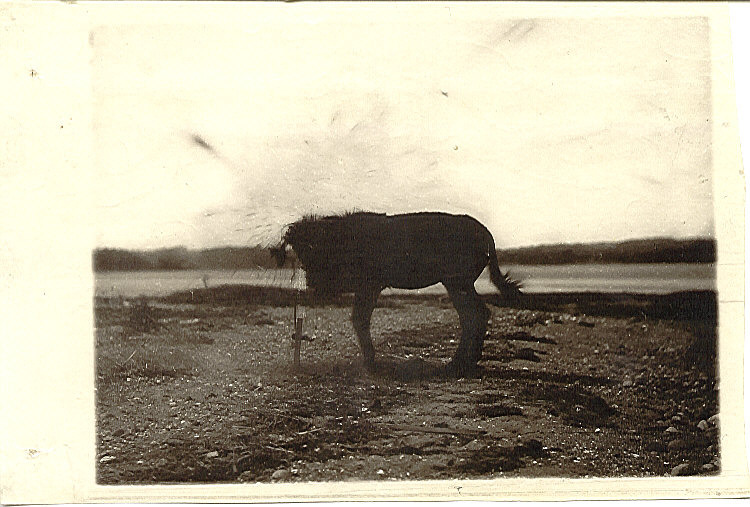
Charles Harper Bennett (1840–1927): fotografie bezhlavého mezka publikovaná časopisu Scientific American, 1881

Existuje fotografie bezhlavého zvířete, které opakovaně přitahovalo pozornost odborníků na historii fotografie. Vytvořil ji britský fotograf Charles Harper Bennett 6. června 1881. Bennett byl syn surreyského kloboučníka a v 70. letech 19. století zahájil podnikání prodejem fotografického vybavení. V roce 1878, když se snažil najít způsob, jak zkrátit expozici, si uvědomil, že kolodiový proces nelze nijak urychlit a k okamžitému zafixování obrazu je zapotřebí zcela nové složení emulze. V té době další fotograf, anglický lékař Richard Leach Maddox, již v této oblasti dosáhl úspěchu a nahradil kolodium želatinou. Bennett se rozhodl Maddoxovu metodu zdokonalit. Podařilo se mu snížit rychlost závěrky z několika sekund na 1/25 sekundy. Aby Bennett mohl  tuto techniku předvést, potřeboval účinnou předváděcí metodu. Přivázal dynamit na krk mezka, postavil fotografickou kameru na stativ a potom vyhodil zvíře do vzduchu. Podařilo se mu pořídit snímek v okamžiku, kdy už se hlava rozlétla na kusy, ale tělo mezka ještě pořád stálo a nestihlo spadnout. To demonstrovalo vysokou rychlost fotografování. Popis experimentu a výsledky Bennettovy práce byly publikovány v časopise Scientific American. Technika byla úspěšně zavedena a Bennett získal patent. Tisk ho za týrání zvířat kritizoval. Protože Bennettův otec byl kloboučník, noviny začaly používat frázi „šílený jako kloboučník“ z Alenky v říši divů. Podle jiné verze byl experiment proveden z podnětu generála americké armády Henryho Larcoma Abbota a několik dalších vojenských pracovníků ze základny Willet's Point (New York) a fotograf s nimi neměl žádný přímý vztah.
Popularita bezhlavých portrétů na konci 19. století přesahovala hranice Velké Británie, ale tam takové portréty ztratily svůj statický portrétní charakter a proměnily se v žánrové scény. Podobné fotografie přežily dodnes a vytvořil je Američan William Robert Bowles. V jednom z nich, dokončeném kolem roku 1900, který byl poprvé představen široké veřejnosti na výstavě v Metropolitním muzeu v roce 2013, ve sbírce které je dlouhodobě uchováván, slouží odříznutá hlava afroamerickému sluhovi na snídani. V jiném, vytvořeném ve francouzském studiu Saint Thomas D'Aquin, mladý muž žongluje s useknutými hlavami.

## Studie viktoriánských portrétů bez hlavy
Vědci tvrdí, že tyto fotografie jsou jedním z prvních příkladů hromadného využití fotomontáže. Kritici současného umění je obvykle vnímají jako projev specifického smyslu pro humor ve viktoriánské době. Podle jiné verze takové fotografie mohly u současníků vzbuzovat hrůzu a byly navrženy právě pro takový účinek. V některých pracích historiků podobné fotografie ilustrují rozdíly v názorech Britů viktoriánské éry na smrt a rituál rozloučení se zesnulým, s nimiž se vztahují k autorům.
Velké množství takových fotografií v současné době patří do sbírky muzea George Eastman House Collection. Značný počet viktoriánských portrétů bez hlavy byl prezentován na výstavě v Metropolitním muzeu umění Faking It: Manipulated Photography before Photoshop (Zfalšováno: Manipulovaná fotografie před Photoshopem), která se konala od října 2012 do ledna 2013 v New Yorku. Vydavatelství muzea vydalo knihu kurátorky této výstavy Mie Finmanové pod stejným názvem.
Zájem o tento žánr nezůstal bez následků. Slavné padělání je spojeno s bezhlavými fotografiemi – takzvanou „fotografií rodiny Buckleyů“. Podle zavedené městské legendy se sousedovy děti rozhodly v roce 1890 udělat na Halloween vycpané lidi. Susan a John Buckleyové se rozhodly je překonat a místo práce na vycpaných postavách zavraždily svou vlastní matku. Samy zmizely, ale tento obrázek zůstal, údajně pořízený dítětem, které si přišlo koupit cukrovinky do domu Buckleyových. Tělo paní Buckleyové bylo nalezeno později, bylo napůl snědené. Bylo zjištěno, že fotografie neměla nic společného s konkrétním zločinem, jedná se o typický „bezhlavý portrét“, ale v naší době (2006) autor montáže dokonce publikoval originální pozitiv, kde jsou děti prezentovány bez seker a slečna Buckleyová s hlavou na krku. Fotomontáž se jmenovala Vražda matky na Středozápadě (Midwestern Matricide) a vytvořil ji Eddie Allen pro film Haunted Memories Changing Portraits. Pořídil starou rodinnou fotografii dvou teenagerů a jejich matky a upravil „fotografický dokument“ ve stylu americké vícenásobné expoziční verze viktoriánského bezhlavého portrétu, jako by ji zavraždily.

## Galerie

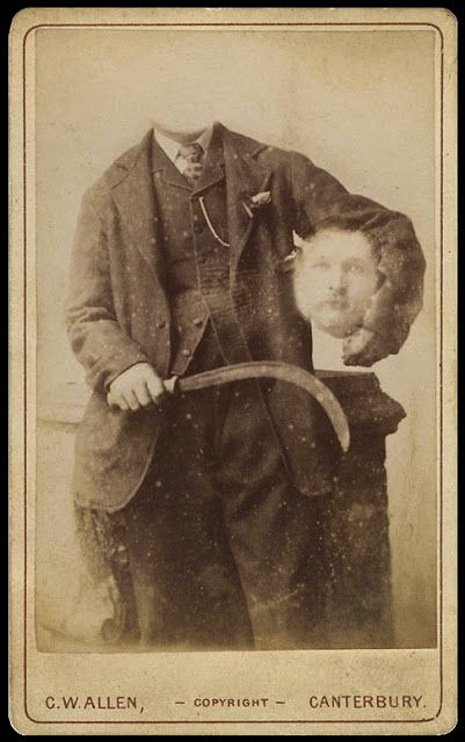
Charles William Allen (1818–1889): Bezhlavý portrét, 1880–1900, Canterbury
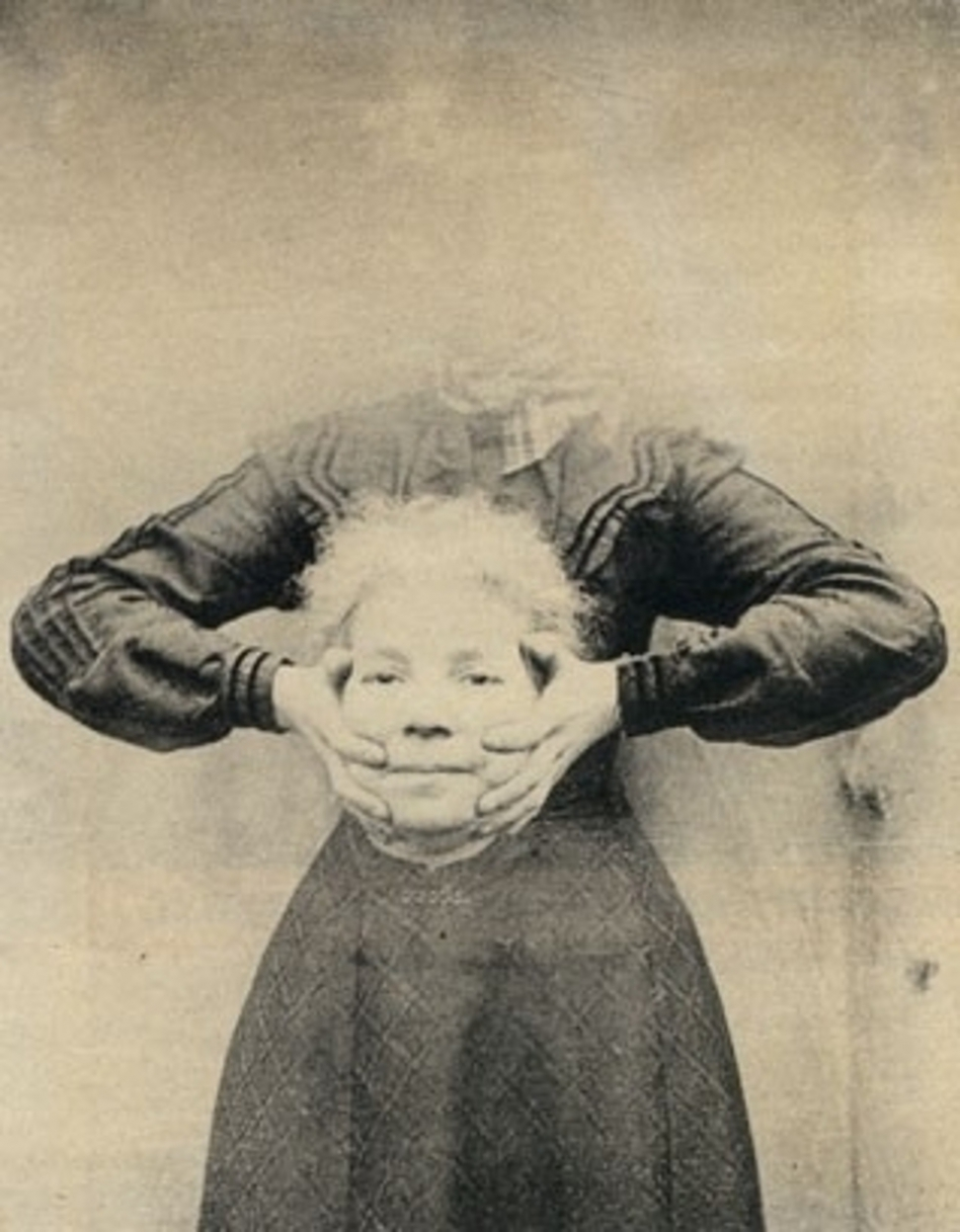
Neznámý autor: Bezhlavá žena, 1900, Anglie
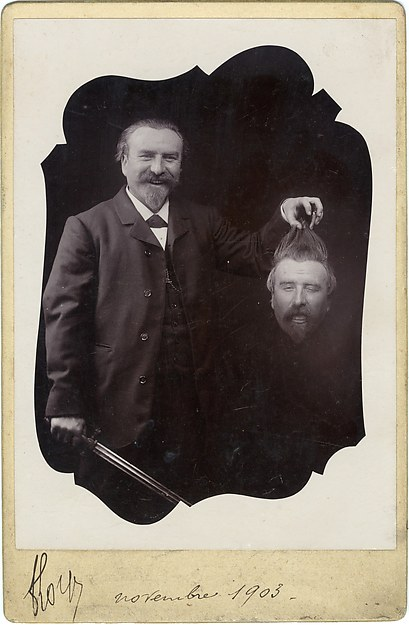
Neznámý autor: Vousatý muž drží v ruce svojí useknutou hlavu, 1899, Francie
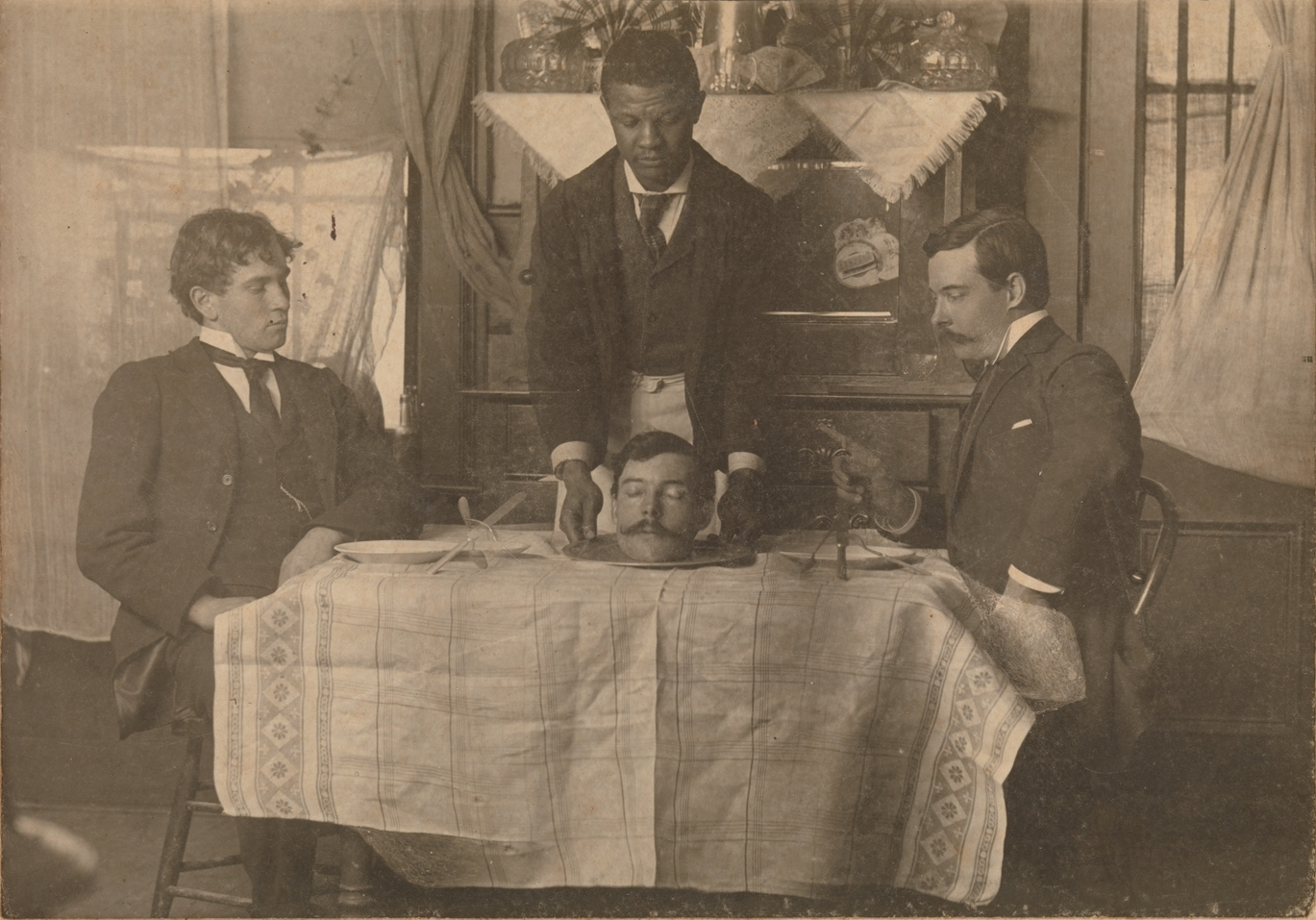
William Robert Bowles (1861–1918): Sluha servíruje hlavu na podnosu, asi 1900, USA